# Ašvieniai

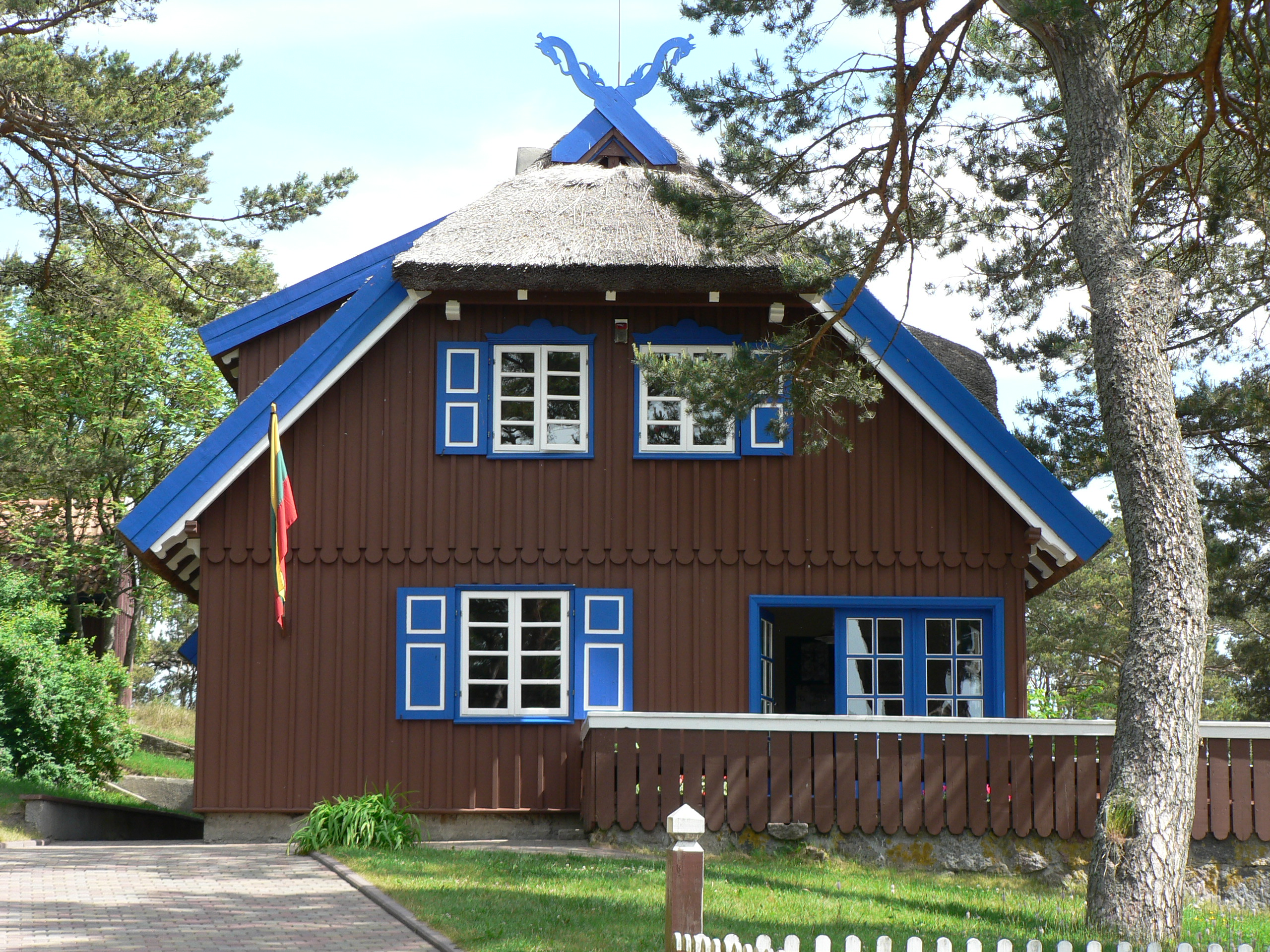
Ašvieniai, auch kleine Pferde genannt, auf dem Dach des Thomas-Mann-Hauses in Nida

Ašvieniai sind pseudogöttliche Zwillinge in der litauischen Mythologie. Sie sind mit den lettischen Dieva dēli identisch und sind direkte Gegenstücke zu den vedischen Ashvins.
Beide Namen sind vom selben protoindoeuropäischen Wortstamm für das Wort Pferd – *ek'w-, abgeleitet. Sowohl das altlitauische Wort ašva als auch das Wort ashva auf Sanskrit bedeuten beide „Pferd“.
Die Ašvieniai werden als Pferde dargestellt, die einen Wagen ziehen, auf dem Saule (die Sonne) durch den Himmel transportiert wird.
Als „kleine Pferde“ (litauisch žirgeliai) sind sie häufige Motive auf den Dächern litauischer Häuser, die dort zum Schutz des Hauses platziert werden. Ähnliche Motive können auch auf Bettgestellen, Bienenstöcken, Webstühlen und anderen Haushaltsgeräten gefunden werden.
Die Ašvieniai sind auch anderen Pferdegöttern, wie den lettischen Ūsiņš, ähnlich.